# Jean de Tolède
 (novembre 2023).
Si vous disposez d'ouvrages ou d'articles de référence ou si vous connaissez des sites web de qualité traitant du thème abordé ici, merci de compléter l'article en donnant les références utiles à sa vérifiabilité et en les liant à la section « Notes et références ».
Jean de Tolède (né en Angleterre, et mort à San Germano le 13 juillet 1275) est un cardinal anglais du XIIIe siècle. Il est surnommé le cardinalis albus à cause de son habit blanc. Il est membre de l'ordre des cisterciens.

## Biographie
Jean fait des études de médecine à Tolède avant d'entrer dans l'ordre cistercien. Vers 1230 il est abbé de l'abbaye de l'Épau en Maine puis se rend à Rome et y devient médecin personnel du pape.
Le pape Innocent IV le crée cardinal lors du consistoire du 28 mai 1244. Jean est un promoteur de la canonisation d'Edmond Rich d'Abingdon, l'archevêque de Canterbury. Il représente les intérêts anglais à la cour du pape et soutient le roi Henri III d'Angleterre dans son combat contre les barons. Jean participe au concile de Lyon en 1245.
Jean de Tolède participe à l'élection papale de 1254 d'Alexandre IV, à l'élection d'Urbain IV en 1261, de Clément IV en 1264-1265 et de Grégoire X en 1268-1271. Jean de Tolède est doyen du Collège des cardinaux à partir de 1273 et vicaire de Rome à partir de 1274. Il fonde des monastères à Rome, Pérouse et Viterbe. Il reçoit par deux fois du pape, en 1255 et en 1260, le titre de "protecteur de l'ordre cistercien".

## Œuvres
Il est l'auteur de plusieurs traités sur la médecine et questions connexes, notamment :
- Liber de conservanda (corporis) sanitate,
- Littera de toto magisterio, un œuvre sur l'alchimie et la chimie,
- De aqua gloriosa benedicta, sur l'eau balsamique, Epistola insignis ad nauseam (œuvre perdue),
- de quelques vers satiriques à l'occasion de l'élection de Grégoire X en 1268,
- et d'une prophétie concernant la visite de Charles d'Anjou à l'Italie et les conséquences tragiques pour l'Église et pour le Saint-Empire.

## Articles associés
- Liste des cardinaux créés par Innocent IV